# Репаблік (Канзас)
Репаблік (англ. Republic) — місто (англ. city) в США, в окрузі Ріпаблік штату Канзас. Населення — 82 особи (2020).

## Географія
Репаблік розташований за координатами 39°55′26″ пн. ш. 97°49′29″ зх. д. / 39.92389° пн. ш. 97.82472° зх. д. (39.924027, -97.824695).  За даними Бюро перепису населення США в 2010 році місто мало площу 0,68 км², уся площа — суходіл. В 2017 році площа становила 0,60 км², уся площа — суходіл.

## Демографія
Згідно з переписом 2010 року, у місті мешкало 116 осіб у 61 домогосподарстві у складі 34 родин. Густота населення становила 171 особа/км².  Було 95 помешкань (140/км²).
Расовий склад населення:
| - 95,7 % — білих - 3,4 % — корінних американців |

До двох чи більше рас належало 0,9 %. Частка іспаномовних становила 0,0 % від усіх жителів.
За віковим діапазоном населення розподілялося таким чином: 14,7 % — особи молодші 18 років, 63,7 % — особи у віці 18—64 років, 21,6 % — особи у віці 65 років та старші. Медіана віку мешканця становила 52,5 року. На 100 осіб жіночої статі у місті припадало 100,0 чоловіків;  на 100 жінок у віці від 18 років та старших — 98,0 чоловіків також старших 18 років.
Середній дохід на одне домашнє господарство  становив 29 332 долари США (медіана — 27 500), а середній дохід на одну сім'ю — 33 329 доларів (медіана — 31 250). За межею бідності перебувало 17,4 % осіб, у тому числі 33,3 % дітей у віці до 18 років та 16,7 % осіб у віці 65 років та старших.
Цивільне працевлаштоване населення становило 40 осіб. Основні галузі зайнятості: сільське господарство, лісництво, риболовля — 32,5 %, оптова торгівля — 12,5 %, освіта, охорона здоров'я та соціальна допомога — 12,5 %.